# Ioana Nemțanu
Ioana Nemțanu (ur. 1 stycznia 1989 w Ploeszti w Rumunii) – rumuńska siatkarka, grająca jako przyjmująca. 
Obecnie występuje w rumuńskim CSU Târgu Mureș.

## Sukcesy
- mistrzostwo Rumunii (2011)
- puchar Rumunii (2011)
- mistrzostwo Niemiec (2008, 2010)